# Стокем (Небраска)
Стокем (англ. Stockham) — селище (англ. village) в США, в окрузі Гамільтон штату Небраска. Населення — 32 особи (2020).

## Географія
Стокем розташований за координатами 40°42′59″ пн. ш. 97°56′36″ зх. д. / 40.71639° пн. ш. 97.94333° зх. д. (40.716410, -97.943365).  За даними Бюро перепису населення США в 2010 році селище мало площу 0,44 км², уся площа — суходіл.

## Демографія
Згідно з переписом 2010 року, у селищі мешкали 44 особи в 18 домогосподарствах у складі 14 родин. Густота населення становила 100 осіб/км².  Було 19 помешкань (43/км²).
Расовий склад населення:
| - 100,0 % — білих |

До двох чи більше рас належало 0,0 %. Частка іспаномовних становила 0,0 % від усіх жителів.
За віковим діапазоном населення розподілялося таким чином: 18,2 % — особи молодші 18 років, 65,9 % — особи у віці 18—64 років, 15,9 % — особи у віці 65 років та старші. Медіана віку мешканця становила 52,0 року. На 100 осіб жіночої статі у селищі припадало 100,0 чоловіків;  на 100 жінок у віці від 18 років та старших — 111,8 чоловіків також старших 18 років.
Медіана доходів становила 28 750 доларів для чоловіків та 26 563 долари для жінок. 
Цивільне працевлаштоване населення становило 37 осіб. Основні галузі зайнятості: освіта, охорона здоров'я та соціальна допомога — 24,3 %, роздрібна торгівля — 18,9 %, виробництво — 18,9 %.